# Anthony Mason
Anthony George Douglas Mason (Miami, Florida, SAD, 14. prosinca 1966.) je bivši američki košarkaš.
Studirao je na sveučilištu Tennessee State. Na draftu 1988. izabrali su ga Portland Trail Blazersi u 3. krugu. Izabran je kao 53. po redu izbor.

## Vanjske poveznice
- NBA.com